# ديفيد بار
ديفيد بار هو سياسي أسترالي، ولد في 12 يوليو 1946. انتخب عضو الجمعية التشريعية لنيو ساوث ويلز ‏.